# Bignicourt
Bignicourt é uma comuna francesa na região administrativa de Grande Leste, no departamento Ardenas. Estende-se por uma área de 9,13 km². Em 2010 a comuna tinha 69 habitantes (densidade: 7,6 hab./km²).